# Fideo de carro
El fideo de carro es un tipo de fideo a la carta que se hizo popular en Hong Kong en los años 1950 gracias a vendedores callejeros independientes que comerciaban en aceras y en edificios públicos de distritos humildes, usando carros. Muchos vendedores callejeros han desaparecido pero el nombre y estilo de estos fideos perduran como iconos culturales.

## Historia
Con muchos inmigrantes llegando desde la China continental durante los años 1950, los vendedores ambulantes vendían comida desde un carro con el que transitaban las calles. Algunos vendedores especializados en fideos los vendían con diversas guarniciones y estilos.
Históricamente, los carros se hacían de madera con cuencos metálicos, lo que permitía que el calor interior cocinara los ingredientes. En los días antiguos, era posible comprar grandes raciones por poco dinero, para abarcar a la mayoría de ciudadanos. Los fideos se consideraban baratos y malos, y en ocasiones no muy higiénicos. Por esto también se llamaban frecuentemente ‘fideos asquerosos’ (Cantonés:嗱喳麵). Cuando los requisitos de higiene se endurecieron, muchos vendedores callejeros (con licencia y sin ella) desaparecieron.

## Legado
El nombre y estilo de los fideos ha permanecido, y sigue estando ampliamente disponible en cha chaan tengs económicos. El precio puede cambiar según la combinación de ingredientes y el establecimiento. En cambio, y debido a que este fideo está considerado actualmente de estilo retro, a veces puede encontrarse en establecimientos caros. También pueden encontrarse versiones más caras con mejores ingredientes.

## Combinaciones típicas
Para elaborar fideos de carro se emplean ho fan, cu mian, you mian, yi mein o udon.
Los fideos de carro suelen guarnecerse con lou mei (casquería: sangre de cerdo coagulada —豬紅—, tripa de cerdo —豬大腸—, piel de cerdo —豬皮—, oviducto de cerda —粉腸—), rábano chino (蘿蔔), salchicha roja china (紅腸), verdura (蔬菜), alas de pollo (雞翼), siu mai (燒賣), bola de ternera (牛丸), bola de pescado frita (炸魚蛋), wonton (雲吞), palito de cangrejo (蟹柳), hongo shiitake rehidratado (冬菇) o bola de sepia (墨魚丸).